# Lagria hirta
Lagrie hérissée
Espèce
Lagria hirta, la lagrie hérissée, est une espèce d'insectes coléoptères de la famille des Tenebrionidae.

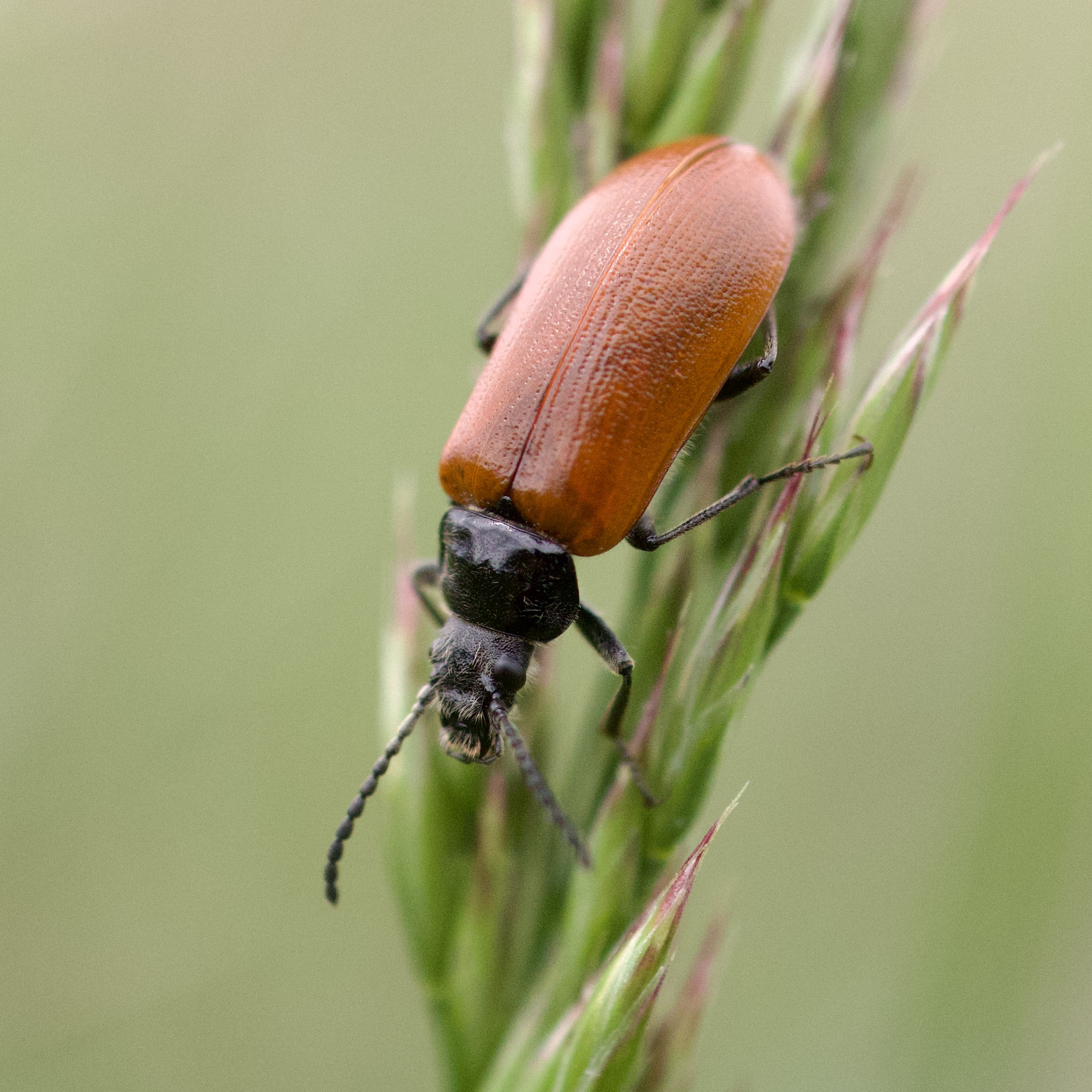
Lagrie hérissée (Lot)

## Identification
La Lagrie hérissée est recouverte de poils denses qui facilitent son identification. Elle a un corps mou et une tête et un thorax bruns ou noirs.

## Habitats
Visible de mai à juillet. On la trouve dans les forêts claires, sur les fleurs des biotopes secs mais aussi dans les vallées et les endroits humides. Les larves vivent dans la litière où elles consomment les substances végétales en décomposition.

## Synonymes
- Cantharis spadicea Scopoli, 1763
- Chrysomela pubescens Linnaeus, 1767
- Lagria glabrata Fabricius, 1775
- Tenebrio villosus De Geer, 1775
- Cantharis flava Geoffroy, 1785
- Lagria lurida Krynicki, 1832
- Lagria nudipennis Mulsant, 1856
- Lagria depilis Mulsant, 1856
- Lagria caucasica Motschulsky, 1860
- Lagria fuscata Motschulsky, 1860
- Lagria pontica Motschulsky, 1860
- Lagria hirta limbata Desbrochers des Loges, 1881
- Lagria seminuda Reitter, 1889